# Хмелевский, Вальдемар
Вальдемар Марек Хмелевский (пол. Waldemar Marek Chmielewski; 28 февраля 1955, Вроцлав - 5 сентября 2023, Варшава) — офицер коммунистической госбезопасности ПНР, функционер IV департамента МВД, один из убийц капеллана Солидарности Ежи Попелушко, мученика Католической церкви.

## Династия госбезопасности
Сын офицера госбезопасности ПНР Зенона Хмелевского. Окончил училище ЗОМО и Академию МВД. При содействии отца был устроен в IV департамент СБ МВД ПНР. Состоял в спецгруппе «D», специализировавшейся на силовых акциях против католической оппозиции.
Получил образование политолога, защитил диссертацию по биографии кардинала Вышинского. При подготовке диссертации пользовался оперативными материалами Хмелевского-старшего. По отзывам сослуживцев, получение учёной степени придало Хмелевскому-младшему надменную самоуверенность. Характеризовался как человек, «действующий быстрее, чем думающий».

## Участник убийства
19 октября 1984 года поручик (лейтенант) Хмелевский в составе группы капитана Пиотровского принимал участие в убийстве Ежи Попелушко, капеллана профсоюза Солидарность. Эта акция, задуманная как устранение оппозиционного проповедника, была использована для политической интриги в руководстве ПОРП. Организаторы и тем более исполнители убийства не предвидели такого поворота событий.
27 октября 1984 года Вальдемар Хмелевский был арестован. (Содержался в камере с другим бывшим офицером СБ Петром Седлиньским — членом группы тайных сторонников и информаторов «Солидарности», возглавляемой Адамом Ходышем.) Вместе с Гжегожем Пиотровским, полковником Адамом Петрушкой, лейтенантом Лешеком Пенкалой предстал перед воеводским судом в Торуни, по месту совершения преступления. Хмелевский был приговорён к 14 годам лишения свободы (Петрушка и Пиотровский получили по 25 лет, Пенкала — 15 лет).
В 1986 году амнистия сократила срок Хмелевского до 4,5 лет. Освободился он в апреле 1989 года, раньше других осуждённых. В 1993 году Хмелевский вновь был заключён на 6 месяцев, поскольку освобождение было сочтено преждевременным даже с учётом амнистии.

## После наказания
Выйдя из тюрьмы, Вальдемар Хмелевский сменил имя и фамилию, до неузнаваемости изменил внешность (в частности, сбрил пышные усы, известные по фотографиям с процесса) и даже манеру речи. Всячески избегал публичности, жил крайне замкнуто в кругу семьи и немногочисленных коллег по работе в коммерческой фирме. Категорически отказывался от контактов с прессой, не общался даже с соседями. Занимался торговым и строительным бизнесом в Варшаве. Умер в 68 лет.